# Миа Неговетић
Миа Неговетић (Ријека, 5. октобар 2002) хрватска је певачица.

## Каријера
Године 2015, била је на аудицији за прву сезону такмичења Звјездице на телевизији RTL (хрватска верзија Пинкових звездица) и 31. октобра исте године је однела победу. Неколико месеци пре тога, 4. августа , певала је хрватску химну Лијепа наша домовино на прослави 20. годишњице операције Олуја, у пратњи Оркестра Оружаних снага Републике Хрватске.
Почетком 2016. године, појавила се у америчком шоу-програму Little Big Shots на каналу NBC, где је отпевала обраду Бијонсине песме „Listen”. Исте године, позајмила је глас главној јунакињи, Вајани, у хрватској синхронизацији Дизнијевог цртаног филма Вајана. Објавила је више синглова и одржала низ концерата у концертној дворани Ватрослава Лисинског у Загребу. Појавила се и у филму Генерал и истоименој серији о животу Анте Готовине, тумачећи лик мале Анице Готовине.
Дана 23. децембра 2019, објављено је да је Миа једна од 16 такмичара на такмичењу Дора 2020. које ће одабрати представника Хрватске на Песми Евровизије 2020. у Ротердаму. Наступила је с песмом „”. У финалу, добила је 31 поен и заузела је 2. место. Имала је исто поена колико и победник Дамир Кеџо, али посебна правила су одредила њега као победника.
У јануару 2020. године, Миа је потписала уговор са издавачком кућом Croatia Records. У децембру исте године, најављена је као једна од 14 такмичара на Дори 2021. Такмичила се са песмом „”. Са 119 бодова, заузела је 3. место. Дана 25. фебруара 2021, објављено је да је номинована за награду Порин за најбољег новог извођача, али је награда отишла Албини Грчић.
У новембру 2021, премијерно је приказан Дизнијев анимирани филм Енканто: Магични свет, у чијој је хрватској синхронизацији Миа позајмила глас главној јунакињи, Мирабел. У децембру 2021, објављено је да ће Миа бити једна од 14 такмичарки на Дори 2022., избору за хрватског представника на Песми Евровизије 2022. у Торину, са песмом „”. У финалу 19. фебруара 2022, заузела је 3. место са 141 бодом.

## Дискографија

### Синглови
- (2018)
- (2018)
- (2018)
- (2019)
- (2020)
- (2020)
- (2020)
- [са Едијем Абазијем] (2021)
- (2021)
- (2021)
- (2022)

## Награде и номинације
| Година | Награда | Категорија           | Номиновани рад | Резултат   | Реф.   |
| ------ | ------- | -------------------- | -------------- | ---------- | ------ |
| 2021.  | Порин   | Најбољи нови извођач | Она лично      | Номинација | [ 17 ] |